# Balhoofdhoek

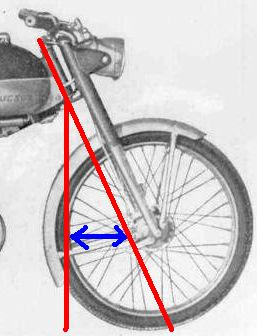
balhoofdhoek

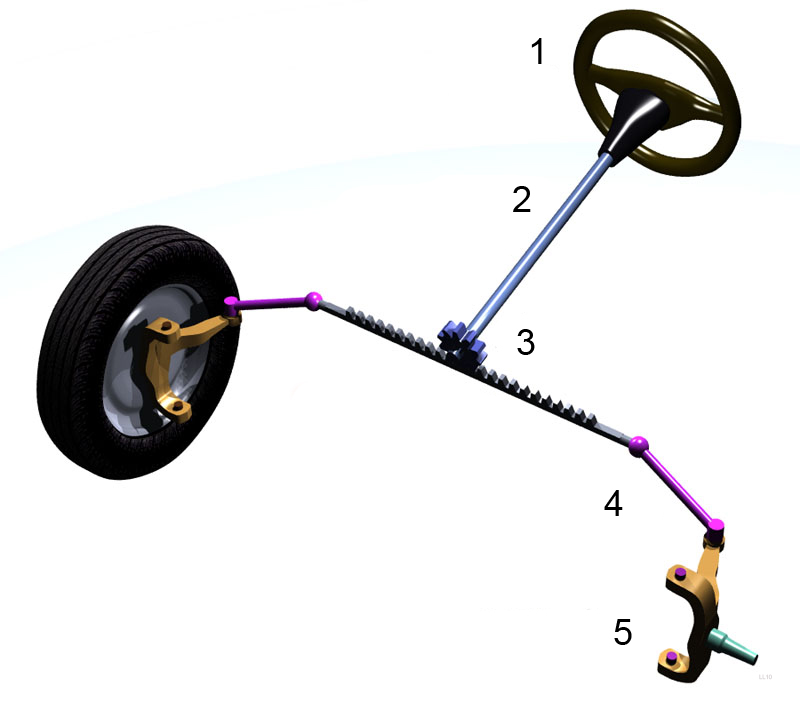
stuurinrichting van een auto; nummer 5 is de fusee-as.

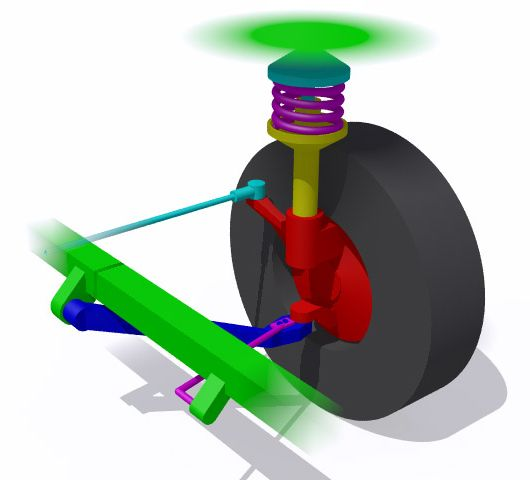
Een McPherson-veerpoot

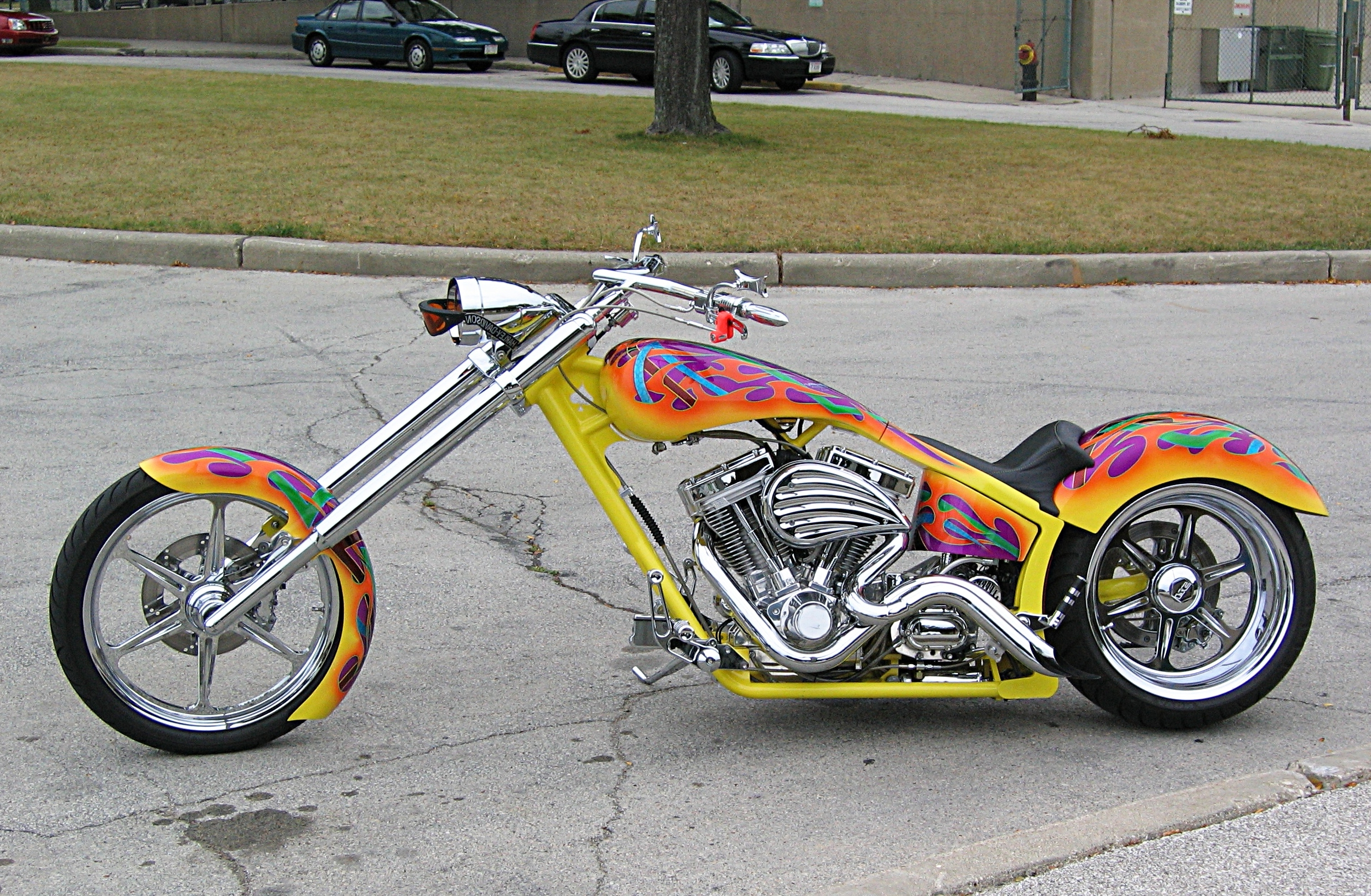
De zeer vlakke balhoofdhoek van deze chopper veroorzaakt een zeer grote naloop: de rechtuitstabiliteit is daardoor zo groot dat bochten nog nauwelijks te maken zijn.

De balhoofdhoek, ook wel askanteling, of wel in het Engels caster genoemd, is bij voertuigen de hoek waarin een balhoofd, fusee-as of McPhersonveerpoot in de lengterichting is gekanteld ten opzichte van een verticale lijn. Bij tweewielige voertuigen is de term 'balhoofdhoek' gebruikelijker; bij vierwielige voertuigen is de term caster gebruikelijk. Maar beide begrippen hebben dezelfde betekenis en functie. Van positieve balhoofdhoek is sprake als de bovenkant van een (eventueel denkbeeldige) lijn naar achteren helt, indien deze naar voren helt is er sprake van een negatieve balhoofdhoek.
De balhoofdhoek en de vorksprong bepalen samen de naloop, die voor het belangrijkste deel het stuurgedrag bepaalt.

## Crosscaster
Van crosscaster is sprake als er een klein verschil is in de hoek van de fusees links en rechts. Dit wordt toegepast om de wegbolling te compenseren. Crosscaster heeft een averechts effect als men aan de andere kant van de weg rijdt dan waarvoor het voertuig is ontworpen.